# Lusepiola
Lusepiola is een geslacht van inktvissen uit de familie van de Sepiolidae.

## Soorten
- Lusepiola birostrata (Sasaki, 1918)
- Lusepiola trirostrata (Voss, 1962)